# Dormans Park
Dormans Park – osada w Anglii, w hrabstwie Surrey. Leży 15,1 km od miasta Redhill, 40,3 km od miasta Guildford i 41,2 km od Londynu. W 2015 miejscowość liczyła 659 mieszkańców.